# Độc Cô Hoàng hậu (phim truyền hình)
Độc Cô Hoàng hậu (tiếng Trung: 独孤皇后) là một bộ phim truyền hình dài tập của Trung Quốc được sản xuất năm 2019 với sự tham gia của Trần Kiều Ân và Trần Hiểu đóng chính. Bộ phim dựa trên lịch sử có thật về cuộc đời của Văn Hiến Hoàng hậu và tình yêu của bà với Tùy Văn Đế  - người sáng lập ra nhà Tùy. Bộ phim được phát sóng trên ứng dụng iQiyi, Youku và Tencent bắt đầu vào ngày 11/2/2019. Bộ phim này cũng có mặt tại Việt Nam trên nền tảng VieON và bắt đầu phát sóng trên kênh VTV3 từ ngày 20/5/2019, vào khung giờ 12h00 từ thứ Hai đến thứ Sáu hàng tuần.

## Nội dung phim
Lấy bối cảnh thời nhà Tùy, phim xoay quanh nhân vật Độc Cô Già La (Trần Kiều Ân), vốn là con gái út trong gia đình nên rất được yêu thương, chiều chuộng. Bộ phim là bước chuyển mình của Độc Cô Già La từ một cô gái ngây thơ tinh nghịch sau những biến cố của gia đình, phải học cách trưởng thành và mạnh mẽ. Song song với đó là câu chuyện tình cảm của cô và Dương Kiên (Trần Hiểu). Lúc đầu, Độc Cô Già La có tình cảm với Vũ Văn Ung (Thích Thích) nhưng sau đó, qua nhiều biến cố lại trở thành phu nhân của Dương Kiên (Trần Hiểu). Già La và Dương Kiên cùng nhau cứu dân, giúp nước, cứu giúp bách tính thiên hạ thoát khỏi lầm than, lập ra nhà Tùy.

## Diễn viên
- Trần Kiều Ân trong vai Độc Cô Hoàng Hậu , hoàng hậu của Tùy Văn Đế : là con gái út của gia đình nhà Độc Cô . Do gia đình gặp phải biến cố, Độc Cô Già La đã hình thành một cái nhìn sâu sắc từ khi còn trẻ. Cô là một người thông minh, khôn ngoan, và rất giỏi trong việc xử lí các vấn đề chính trị.
- Trần Hiểu trong vai Tùy Văn Đế , ông là con trai cả của Dương Trung
- Tống Dịch Tinh trong vai Dương Lệ Hoa : bà là con gái duy nhất của Độc Cô Hoàng Hậu và Tùy Văn Đế. Bà là hoàng hậu của Bắc Chu Tuyên Đế, về sau trở thành Lạc Bình công chúa của nhà Tùy
- Tề Thiên Quân trong vai Minh Kính Hoàng Hậu : con gái cả của nhà Độc Cô , thê tử của Bắc Chu Minh Đế
- Anh Tử trong vai Uất Trì Dung
- Tôn Ba trong vai Độc Cô Thiện : người con trai thứ 2 của Độc Cô Tín
- Thích Tích trong vai Bắc Chu Vũ Đế : người có tài trị việc nước

- Hải Lục trong vai A Sử Na Hoàng Hậu : chính thất của Bắc Chu Vũ Đế
- Trương Lục trong vai tướng quân Cao Quýnh : bạn thanh mai trúc mã của Độc Cô Già La

## Nhạc phim
- Nhung Đối Trang (戎 对 妆) - Dung Tố Nhi
- Trời Cao (天 高) - Uất Khả Duy
- Nhất Niệm Tam Thiên (一念三千) - Lưu Tích Quân, Trương Lỗi